# Malarinia
Malarinia é um género de gastrópode  da família Diplommatinidae.
Este género contém as seguintes espécies:
- Malarinia calcopercula Emberton, 1994
- Malarinia hova Haas, 1961